# Rio Groapa Largă
O Rio Groapa Largă é um rio da Romênia, afluente do Drăgan, localizado no distrito de Bihor.